# Bror Holmberg
Bror Alexander Ludvig Holmberg, född 30 juli 1881 i Nättraby, Blekinge, död 7 september 1966, var en svensk kemist och högskolelärare.
Holmberg blev student vid Lunds universitet 1899, filosofie doktor 1906, var docent i kemi där 1906-1915, var professor i organisk kemi vid Kungliga Tekniska högskolan från 1915. Holmberg blev 1920 ledamot av Ingenjörsvetenskapsakademien och 1933 av Vetenskapsakademien. 
Han författade ett stort antal avhandlingar och uppsatser inom kemi och kemisk teknologi i svenska och utländska tidskrifter. I en serie arbeten över tiosyror och andra organiska svavelföreningar ökade han väsentligt kunskapen om flera klasser av sådana ämnen. I en annan omfattande grupp av arbeten behandlade Holmberg (delvis tillsammans med sina studenter) reaktionskinetiska problem, särskilt den av honom upptäckta så kallade katjonkatalysen, det vill säga det förhållandet, att hastigheten vid många reaktioner väsentligt påskyndas av metalljoner som finns i lösningen. 
Vidare lämnade han viktiga bidrag till stereokemin, särskilt till förståelsen för den så kallade waldenomlagringen. Värdefulla för den kemiska teknologin var de arbeten, som Holmberg tillsammans med flera medhjälpare utförde över avfallslutar från cellulosafabriker samt över framställning av oljor genom torrdestillering av alunskiffer och över sådana oljors praktiska användbarhet.